# Економічна експертиза
Судова фінансово-економічна експертиза — дослідження закономірностей утворення та відображення інформації щодо фінансово-економічних показників діяльності підприємств, формування їх статутних фондів, акціонування, паювання, банкрутства та ліквідації підприємств, орендних відносин, цільового використання бюджетних коштів та грошових коштів підприємств за господарськими операціями у справах, що перебувають у провадженні органів дізнання, досудового слідства чи суду.

## Завдання фінансово-економічної експертизи
Головне завдання експертизи — перевірка фінансових операцій, що відображаються в документообігу підприємства.

## Питання, що порушуються при проведенні експертизи
- порушення податкового законодавства, законодавства про оплату праці та пенсійного законодавства;
- визначення та документального підтвердження розміру збитків у зв'язку з нестачею товарно-матеріальних і грошових коштів, невиконанням договірних зобов'язань, простоями, втратою або пошкодженням майна, форс-мажорними обставинами;
- обґрунтування економічної доцільності отримання і використання кредитів і позик, цільового використання бюджетних коштів;
- розрахунку розміру середнього заробітку та компенсації за затримку у виплаті заробітної плати;
- надання експертного висновку суб'єктам господарської діяльності, які займаються будівництвом, про підтвердження перенесення термінів здачі об'єктів;
- оформлення виплат допомоги по частковому безробіттю працівникам підприємства з фонду центру зайнятості з причин простою підприємства внаслідок економічного характеру;
- документального обґрунтування розрахунку частини майна при виході учасника зі складу засновників.

## Див.також
- Судова експертиза